# Secret Touch
『Secret Touch』（シークレット タッチ）は、Snow Manの5枚目のシングル。2021年12月1日にavex traxからリリースされた。

## リリース
前作『HELLO HELLO』から約6か月ぶりのリリースとなる。初回盤A（CD+DVD）、初回盤B（CD+DVD）、通常盤（CDのみ）の3形態で発売された。
表題曲「Secret Touch」は、メンバーの目黒蓮となにわ男子の道枝駿佑がW主演する2021年10月スタートのテレビ朝日系テレビドラマ『消えた初恋』で、なにわ男子が歌う「初心LOVE」と共にW主題歌として採用されている。10月8日に横浜アリーナで開催されたSnow Manの全国ツアー『Snow Man LIVE TOUR 2021 Mania』の初日公演で、表題曲を含む5thシングルが12月1日にリリースされることが発表され、ファンの前で初パフォーマンスされた。グループのシングルタイトル曲としては初となる切ないミディアムバラードとなっており、ジャケット写真では淡いブルーの衣装を身に纏ったメンバーが切ない表情を浮かべ、さりげない体の触れ合い（Secret Touch）でアンニュイな雰囲気を演出。MVでは流れるような繊細な振り付けで踊りつつ感情を込めて気持ちを伝えるダンスシーンと、月明かりや雨が部屋に差し込むファンタジーな空間でのリップシーンで楽曲の世界観が表現されている。10月28日にMVが解禁された際には、「#SecretTouch」「#スノタッチ」「#冬のSnowは切なすぎて」などの関連ワードがTwitterのトレンド上位を占めた。11月13日からはテレビドラマ『消えた初恋』とTikTok公式アカウントとのコラボレーション企画として「Secret Touch」にのせて写真をスライドショー形式で動画投稿する「スノタッチ」がスタートした。
初回限定盤Aおよび通常盤に収録される「僕の彼女になってよ。」は、2ndシングル『KISSIN'MY LIPS/Stories』の通常盤に収録されている「君の彼氏になりたい。」の続きを描いた楽曲。メンバーの宮舘涼太が「続編があったら面白いんじゃないか」と提案し、「君の彼氏になりたい。」と同じWHITE JAMのSHIROSEに制作を依頼して完成した。11月10日にはMVが公開され、公開から約11時間で100万回再生を突破した。

## 特典
初回盤A、初回盤B、通常盤初回仕様には、スリーブ仕様に加え、形態別全3種類の限定動画の視聴ができるシリアルナンバーを封入（通常盤初回仕様には26Pのフォトブックも付属）。
- CD購入者特典[20]
  - 初回盤A：A4サイズステッカーシート
  - 初回盤B：Secret Touchオリジナル消しゴム
  - 通常盤：Snow ManオリジナルX'masカード

## 収録内容

### CD

#### 通常盤・初回盤A
※「Christmas wishes」以降、通常盤のみ収録。
1. Secret Touch [3:51]
作詞：栗原暁
作曲：栗原暁・前田佑
編曲：前田佑・門脇大輔
  - 目黒蓮・道枝駿佑主演 テレビ朝日系ドラマ「消えた初恋」主題歌
2. 僕の彼女になってよ。 [4:48]
作詞：SHIROSE
作曲・編曲：Josef Melin
  - 2ndシングル「KISSIN'MY LIPS/Stories」通常盤カップリング「君の彼氏になりたい。」続編
3. Christmas wishes [4:08]
作詞・作曲・編曲：タハラノブヒロ
4. My Sweet Girl [3:55]
作詞・作曲・編曲：タハラノブヒロ
  - 飯豊まりえ出演「アパマンショップ」TVCMタイアップ[21]
5. Secret Touch（Instrumental）
6. 僕の彼女になってよ。（Instrumental）
7. Christmas wishes（Instrumental）
8. My Sweet Girl（Instrumental）

#### 初回盤B
1. Secret Touch
2. Christmas wishes

### DVD

#### 初回盤A
- 「Secret Touch」Music Video
- 「僕の彼女になってよ。」Lip Sync Video
- 「僕の彼女になってよ。」Solo Lip Sync Ver.
- Behind The Scenes

#### 初回盤B
- 「Secret Touch」マルチアングル映像
- 推理トーキングバトル Secret Snow Man

## チャート成績
初週で73.4万枚を売り上げ、2021年12月13日付オリコン週間シングルランキングで初登場1位を獲得。これは同じ2021年に発売した『HELLO HELLO』、『Grandeur』に次ぐ記録であり、2021年度の週間シングルランキング初週売上TOP3をSnow Manが独占することになった。
Billboard JAPANにおいても、2021年12月8日公開の「Billboard JAPAN Top Singles」と「Billboard JAPAN JAPAN HOT 100」でそれぞれ1位を獲得した。また、集計期間が2021年11月29日から2022年11月27日となる「Billboard JAPAN TOP Singles Sales of the Year 2022」では、年間3位を記録した。